# Parsons Boulevard
Parsons Boulevard – stacja metra nowojorskiego, na linii E F. Znajduje się w dzielnicy Queens, w Nowym Jorku i zlokalizowana jest pomiędzy stacjami 169th Street i Sutphin Boulevard. Została otwarta 24 kwietnia 1937.